# Lam Alu Cut
Lam Alu Cut is een bestuurslaag in het regentschap Aceh Besar van de provincie Atjeh, Indonesië. Lam Alu Cut telt 583 inwoners (volkstelling 2010).